# Llavorsí
Llavorsí è un comune spagnolo di 283 abitanti situato nella comunità autonoma della Catalogna.
Qua nacque i calciatore José Cano López.